# TGV TMST
TGV TMST (фр. TransManche Super Train, французская классификация), он же British Rail Class 373 (британская классификация), также известен как «Eurostar» — высокоскоростной электропоезд, производившийся для обслуживания высокоскоростной магистрали Eurostar между Великобританией, Францией и Бельгией через тоннель под Ла-Маншем.
В отличие от электропоездов TGV, «Eurostar» имеет меньшее поперечное сечение, чтобы соответствовать британскому габариту подвижного состава, а также предусмотрен токосъём с третьего (контактного) рельса (750 В постоянного тока). Помимо этого, электропоезд отличается увеличенной длиной — до 393,72 м (20 вагонов, на London and Continental Railways эксплуатируют составы из 16 вагонов). Из всех эксплуатирующихся в Великобритании моторвагонных поездов, «Eurostar» является самым длинным и самым быстрым.